# كنغيغان (غهرة)
کنغیغان (بالفارسية: کنگیگان) هي قرية تقع في إيران في قسم غهرة الريفي. يقدر عدد سكانها بـ 29 نسمة .